# Tournoi de tennis de Fort Worth
Le tournoi de tennis de Fort Worth (Texas, États-Unis), aussi connu comme Colonial National Invitation est un tournoi de tennis masculin du circuit professionnel ATP organisé de 1962 à 1976 au Colonial Country Club de Fort Worth,. 
La première édition en 1962 était réservée aux joueurs amateurs. En 1967, le tournoi devient professionnel avec une dotation de 15 000 $. Le titre remporté par Rod Laver lui rapporte 1 700 $. En 1968, la compétition comporte un tableau féminin gagné par Ann Haydon-Jones. De 1971 à 1973 le tournoi faisait partie du circuit WCT.

## Palmarès messieurs

### Simple
| No       | Date       | Nom et lieu du tournoi                   | Catégorie | Dotation | Surface    | Vainqueur       | Finaliste           | Score                   |  |
| -------- | ---------- | ---------------------------------------- | --------- | -------- | ---------- | --------------- | ------------------- | ----------------------- |  |
| 1        | 16-06-1962 | Colonial National Invitation, Fort Worth |           | NC $     | Dur (ext.) | Roy Emerson     | Chuck McKinley      | 4-6, 6-2, 6-3           |  |
| 2        | 15-09-1963 | Colonial National Invitation, Fort Worth |           | NC $     | Dur (ext.) | Chuck McKinley  | Hamilton Richardson | 6-3, 3-6, 10-8          |  |
| 3        | 20-09-1964 | Colonial National Invitation, Fort Worth |           | NC $     | Dur (ext.) | Rafael Osuna    | Manuel Santana      | 3-6, 6-3, 6-2           |  |
| 4        | 19-09-1965 | Colonial National Invitation, Fort Worth |           | NC $     | Dur (ext.) | Arthur Ashe     | Fred Stolle         | 6-3, 6-4                |  |
| 5        | ??-09-1966 | Colonial National Invitation, Fort Worth |           | NC $     | Dur (ext.) | Rafael Osuna    | Cliff Drysdale      | 6-2, 3-6, 6-3           |  |
| 6        | ??-09-1967 | Colonial National Invitation, Fort Worth |           | 15 000 $ | Dur (ext.) | Rod Laver       | Dennis Ralston      | 8-6, 6-0                |  |
| Ère Open |            |                                          |           |          |            |                 |                     |                         |  |
| 7        | 15-07-1968 | Colonial Pro Invitation, Fort Worth      |           | NC $     | Dur (ext.) | Ken Rosewall    | Andrés Gimeno       | 6-4, 6-3                |  |
| 8        | 17-08-1969 | Colonial Pro Invitation, Fort Worth      |           | NC $     | Dur (ext.) | Rod Laver       | Ken Rosewall        | 6-3, 6-2                |  |
| 9        | 19-08-1970 | Colonial National Invitation, Fort Worth |           | NC $     | Dur (ext.) | Rod Laver       | Roy Emerson         | 6-3, 7-5                |  |
| 10       | 22-08-1971 | Fort Worth WCT, Fort Worth               |           | NC $     | Dur (ext.) | Rod Laver       | Marty Riessen       | 2-6, 6-4, 3-6, 7-5, 6-3 |  |
| 11       | 20-08-1972 | Fort Worth WCT, Fort Worth               |           | NC $     | Dur (ext.) | John Newcombe   | Ken Rosewall        | 5-7, 1-6, 7-5, 6-4, 6-4 |  |
| 12       | 07-10-1973 | Fort Worth WCT, Fort Worth               |           | NC $     | Dur (ext.) | Eddie Dibbs     | Brian Gottfried     | 7-5, 6-2, 6-4           |  |
| 13       | 17-02-1975 | Colonial National Invitation, Fort Worth |           | 60 000 $ | Dur (ext.) | John Alexander  | Dick Stockton       | 7-62, 4-6, 6-3          |  |
| 14       | 24-02-1976 | Colonial National Invitation, Fort Worth |           | 60 000 $ | Dur (ext.) | Guillermo Vilas | Phil Dent           | 6-72, 6-1, 6-1          |  |

### Double
| No       | Date       | Nom et lieu du tournoi                   | Catégorie | Dotation | Surface    | Vainqueurs                      | Finalistes                      | Score           |  |
| -------- | ---------- | ---------------------------------------- | --------- | -------- | ---------- | ------------------------------- | ------------------------------- | --------------- |  |
| 1        | 16-06-1962 | Colonial National Invitation, Fort Worth |           | NC $     | Dur (ext.) | Rafael Osuna Antonio Palafox    | Roy Emerson Fred Stolle         | 6-1, 6-4        |  |
| 2        | 15-09-1963 | Colonial National Invitation, Fort Worth |           | NC $     | Dur (ext.) | Rafael Osuna Antonio Palafox    | Ronald Fisher Cliff Buchholz    | 6-3, 6-2        |  |
| 3        | 20-09-1964 | Colonial National Invitation, Fort Worth |           | NC $     | Dur (ext.) | Pierre Darmon Jean-Noël Grinda  | José Luis Arilla Manuel Santana | Partage         |  |
| 4        | 19-09-1965 | Colonial National Invitation, Fort Worth |           | NC $     | Dur (ext.) | Arthur Ashe Hamilton Richardson | Roy Emerson Fred Stolle         | 3-6, 14-12, 6-4 |  |
| Ère Open |            |                                          |           |          |            |                                 |                                 |                 |  |
| 5        | 22-08-1971 | Fort Worth WCT, Fort Worth               |           | NC $     | Dur (ext.) | Roy Emerson Rod Laver           | Tom Okker Marty Riessen         | 6-2, 6-2        |  |
| 6        | 20-08-1972 | Fort Worth WCT, Fort Worth               |           | NC $     | Dur (ext.) | Tom Okker Marty Riessen         | Ken Rosewall Fred Stolle        | 6-2, 6-2        |  |
| 7        | 07-10-1973 | Fort Worth WCT, Fort Worth               |           | NC $     | Dur (ext.) | Brian Gottfried Dick Stockton   | Owen Davidson John Newcombe     | 7-6, 6-4        |  |
| 8        | 17-02-1975 | Colonial National Invitation, Fort Worth |           | 60 000 $ | Dur (ext.) | Robert Lutz Stan Smith          | John Alexander Phil Dent        | 6-72, 7-60, 6-3 |  |
| 9        | 24-02-1976 | Colonial National Invitation, Fort Worth |           | 60 000 $ | Dur (ext.) | Vitas Gerulaitis Sandy Mayer    | Eddie Dibbs Harold Solomon      | 6-4, 7-5        |  |

## Palmarès dames

### Simple
| No | Date       | Nom et lieu du tournoi              | Catégorie | Dotation | Surface      | Vainqueure       | Finaliste        | Score    |         |
| -- | ---------- | ----------------------------------- | --------- | -------- | ------------ | ---------------- | ---------------- | -------- | ------- |
| 1  | 17-08-1968 | Colonial Pro Invitation, Fort Worth |           | NC       | Terre (ext.) | Ann Haydon-Jones | Billie Jean King | 6-1, 6-2 | Tableau |